# Aksel Sørensen (gymnast)
 For alternative betydninger, se Aksel Sørensen. (Se også artikler, som begynder med Aksel Sørensen)
Aksel Sørensen (født 5. oktober 1891 i Vig, død 15. maj 1955 i Roskilde) var en dansk gymnast, som deltog i OL 1912 i Stockholm.
Sørensen deltog på det danske hold i svensk system ved OL 1912, hvor blot tre hold stillede op på Stockholms Stadion. Holdene kunne bestå af 16-40 gymnaster, og det svenske hold vandt klart med 937,46 point foran Danmark med 898,84 point, mens Norge blev nummer tre med 857,21 point.